# Bahnstrecke Völklingen-Heidstock–Püttlingen Grube
| Streckenverlauf auf einem Messtischblatt von 1882 |                            |                                |                                |
| Streckennummer (DB): | 3292                       |                                |                                |
| Streckenlänge: | 4,12; ursprünglich 5,95 km |                                |                                |
| Spurweite: | 1435 mm (Normalspur)       |                                |                                |
| |                            |                                |                                |
| \| \| 4,12 5,95 \| Püttlingen Grube \| Püttlingen Grube \| \| \| \| Köllertalbahn nach Lebach \| \| \| \| 0,00 1,83 \| Völklingen-Heidstock (ab 1936) \| Völklingen-Heidstock (ab 1936) \| \| \| \| Saarstrecke von Saarbrücken \| \| \| \| \| (ab 1914, Überwerfungsbauwerk) \| \| \| \| \| Bundesstraße 51 \| \| \| \| \| (bis 1914) \| \| \| \| (0,00) \| Völklingen \| Völklingen \| |                            |                                |                                |
| Kopfbahnhof Streckenanfang (Strecke außer Betrieb) | 4,12 5,95                  | Püttlingen Grube               | Püttlingen Grube               |
| Abzweig geradeaus und von rechts (Strecke außer Betrieb) |                            | Köllertalbahn nach Lebach      | Köllertalbahn nach Lebach      |
| Bahnhof (Strecke außer Betrieb) | 0,00 1,83                  | Völklingen-Heidstock (ab 1936) | Völklingen-Heidstock (ab 1936) |
| Strecke (außer Betrieb) · Strecke |                            | Saarstrecke von Saarbrücken    | Saarstrecke von Saarbrücken    |
| Abzweig geradeaus und nach links (Strecke außer Betrieb) · Abzweig geradeaus und ehemals von rechts |                            | (ab 1914, Überwerfungsbauwerk) | (ab 1914, Überwerfungsbauwerk) |
| Bahnübergang (Strecke außer Betrieb) · Strecke mit Straßenbrücke |                            | Bundesstraße 51                | Bundesstraße 51                |
| Strecke nach links (außer Betrieb) · Abzweig geradeaus und ehemals von rechts |                            | (bis 1914)                     | (bis 1914)                     |
| Bahnhof | (0,00)                     | Völklingen                     | Völklingen                     |

Die Bahnstrecke Völklingen-Heidstock–Püttlingen Grube war eine normalspurige, eingleisige Eisenbahnstrecke, welche die saarländische Stadt Völklingen mit dem östlich des Ortes Püttlingen gelegenen Steinkohlebergwerk Viktoria verband. Sie war von 1872 bis 1965 in Betrieb.

## Geschichte
Bei der Planung zum Bau eines neuen Steinkohlebergwerkes, der Grube Viktoria, östlich der saarländischen Gemeinde Püttlingen war auch der Bau einer 5,95 km langen Hauptbahn vorgesehen, welche die Grube an die Saarstrecke im südwestlich gelegenen Bahnhof Völklingen anschließen sollte. Als Baupreis waren 363 000 Taler veranschlagt worden. Der Bahnbau dauerte länger als vorgesehen und verzögerte dadurch zunächst die Inbetriebnahme der Grube. Am 1. Juli 1872 wurden beide gleichzeitig eröffnet, Püttlingen erhielt erstmals Anschluss an das Eisenbahnnetz. Außer Acht bleiben soll hierbei der Friederiken-Schienenweg, der, wenn auch nur auf einem kurzen Stück, im äußersten Südosten der Püttlinger Gemarkung verlief und der durch den gescheiterten Einsatz des Geislauterner Dampfwagens um 1820 bekannt ist. Aufgrund seiner peripheren Lage hatte er keine Bedeutung für den Ort.
Ein eigenes Bahnhofsgebäude an der Grube erhielt die Bahn nicht. Stattdessen wurden ein Fahrkartenschalter sowie ein Wartesaal im Verwaltungsgebäude des Bergwerkes eingerichtet. Für Bahnbedienstete entstand nahebei ein Wohngebäude.
Der Personenverkehr wurde als GmP angeboten. Die Kohlenzüge führten hierbei unbeheizte und unbeleuchtete Waggons vierter Klasse mit. Das Sitzplatzangebot beschränkte sich auf zwei Bänke an den Innenseiten der Wagen, der Rest war als „Ausreichender Stehraum“ deklariert.
Da der Bahnhof nicht nur einen guten Kilometer außerhalb, sondern auch rund 70 Höhenmeter oberhalb des Püttlinger Ortskernes lag, stellte die Gemeinde im Mai 1876 einen, letztlich erfolglos gebliebenen Antrag auf die zusätzliche Einrichtung einer günstiger zum Ort gelegenen Haltestelle.
Gleichwohl entwickelte sich die Bahn gut. Für die Jahre 1908 bis 1910 sind Fahrkartenverkäufe im mittleren fünfstelligen Bereich belegt. Im Güterverkehr wurden im Jahre 1910 23.310 Frachtbriefe im Empfang und 29.742 Frachtbriefe im Versand behandelt. Bis zu fünf Personen fanden auf dem Bahnhof Arbeit.
Eine markante Veränderung der Betriebsverhältnisse ergab sich mit Inbetriebnahme der Köllertalbahn am 1. Oktober 1911. An dieser erhielt Püttlingen einen neuen Bahnhof in unmittelbarer Nähe des Ortskernes, der alte Bahnhof behielt den Namen Püttlingen Grube. Gleichzeitig wurde der Personenverkehr auf der Strecke zum Bergwerk eingestellt. Nun waren es die Bewohner der östlichen, auf der Höhe gelegenen Ortsteile, die Grund zur Klage ob des weiten Weges zum Bahnhof hatten. Insbesondere die Einwohner der Höhensiedlung Ritterstrasse nahmen in der Folgezeit lieber den etwas weiteren Fußweg zur Bahnstation Luisenthal an der Saarstrecke in Kauf. Dort konnten dafür direkt, ohne Umsteigezwang in Völklingen, die Züge auf der Saarstrecke genutzt werden. Mehrfache Versuche, den Personenverkehr auf der Altstrecke wieder einzurichten, zuletzt 1938, blieben erfolglos. Der Personalbestand im Grubenbahnhof wurde auf zwei Beschäftigte reduziert.
Beim Bau der Köllertalbahn 1911 wurde diese nicht direkt an die Saarstrecke in Völklingen, sondern im Bereich des späteren Haltepunktes Heidstocks an die bestehende Grubenbahn angeschlossen. Das ab da nach Völklingen führende Teilstück wurde bereits drei Jahre später aufgelassen, da es mittels eines Bahnüberganges die Straße von Völklingen nach Saarbrücken querte. Stattdessen entstand wenige hundert Meter östlich eine Neubaustrecke mit dem Heidstockstunnel und einer südlich daran anschließenden Brücke über die Saarstrecke. Spätestens ab da firmierte die Strecke zum Bergwerk unter der Bezeichnung Völklingen-Heidstock – Püttlingen Grube. Die Streckenlänge wurde dementsprechend auf 4,12 km verkürzt.
In der Folgezeit beschränkte sich der Betrieb auf der Strecke weitgehend auf Kohletransporte. Das Bahnhofsverzeichnis der Deutschen Reichsbahn von 1944 führt Püttlingen Grube, unter der Bahnhofsnummer 30427 als Bahnhof der vierten Kategorie mit beschränktem öffentlichem Güter- und ohne Gepäck und Expressgutverkehr. Bei einem Luftangriff am 21. Juli 1944 wurde die Strecke stark beschädigt. Ihren Spitzenwert in der Beförderungsleistung erreichte sie im Monat Februar 1957 mit durchschnittlich 3718 Tonnen täglich.
Mit Einstellung der Förderung in der Grube im Mai 1963 endete auch die Existenz des Bahnhofes. Der letzte Bahnhofvorsteher, Vinzenz Kiefer, wurde zum Püttlinger Ortsbahnhof versetzt. Auf der Bahn selbst wurden noch bis 1965 Kohle aus der Grube Warndt zur weiteren Bearbeitung nach Püttlingen und wieder zurückgebracht, dann endete der Betrieb. 1970 wurden die Gleise abgebaut.
Die Bahn wurde von der KPEV als staatliche Strecke gebaut. Während ihrer gesamten Existenz blieb sie Teil des Staatsbahnnetzes. Sie zählte, seit deren Gründung, zur Eisenbahndirektion St. Johann – Saarbrücken und später zu den entsprechenden Nachfolgebehörden.

## Streckenbeschreibung

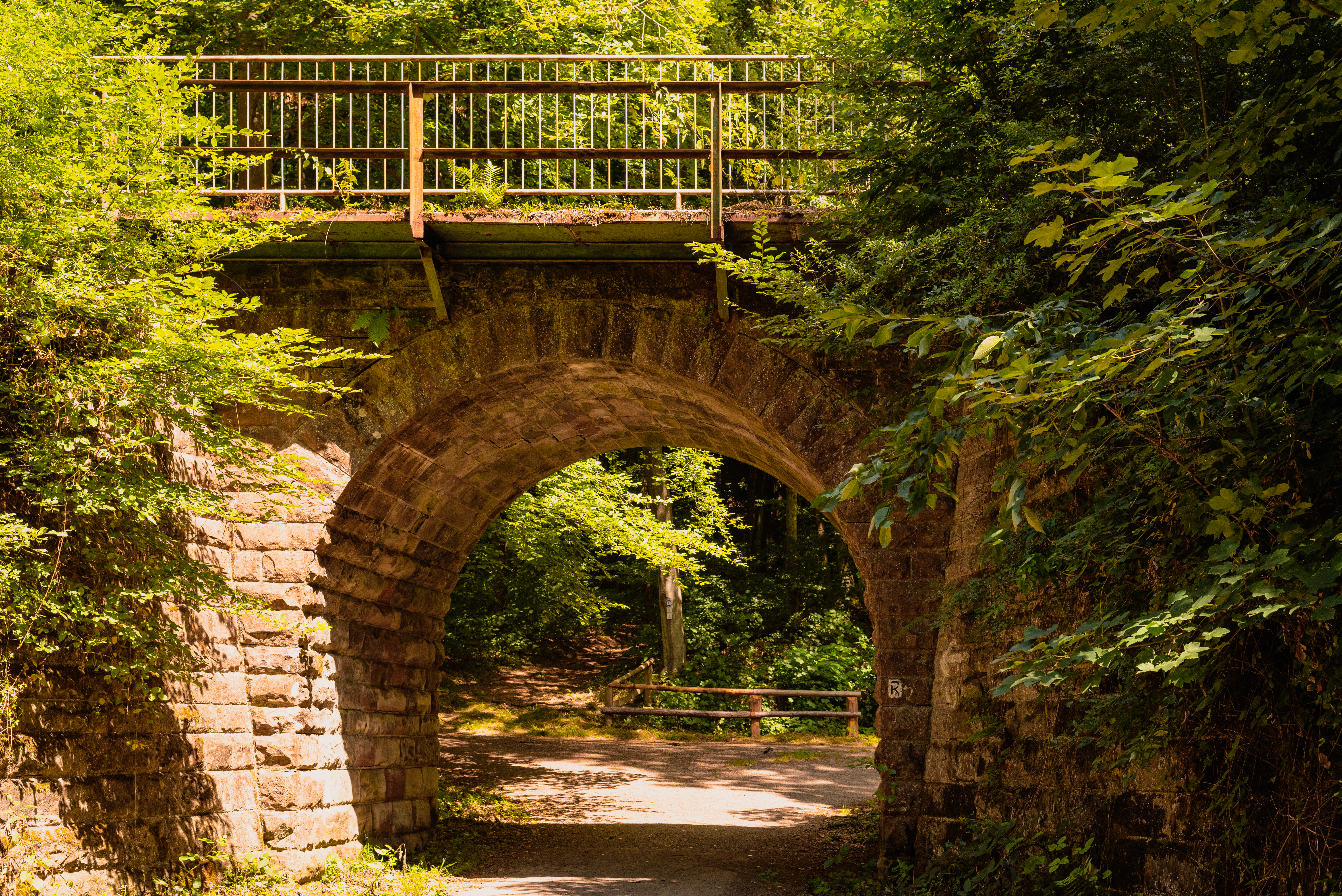
Brücke der Bahnstrecke im Stadtwald Völklingen.

Die Strecke begann am Völklinger Bahnhof. Sie führte ab da zunächst nach Osten parallel zur Saarstrecke, um sich dann, nach Überqueren des Köllerbaches, nach Nordosten abzuwenden. Sie kreuzte niveaugleich die Landstraße von Völklingen nach Saarbrücken, die heutige B 51, und durchschnitt anschließend eine als Alte Burg oder Rammelte bekannte Fliehburg aus der Römerzeit. Ab da führte sie in nördlicher Richtung, stetig ansteigend, am Annastollen vorbei entlang des Osthanges des Köllerbachtales. Etwa auf Höhe der südlichen Ausläufer von Püttlingen wand sie sich in einem weiten Bogen nach Osten, querte ein Seitental des Köllerbaches und führte schließlich in den mehrgleisigen, vor den Toren der Schachtanlage gelegenen Endbahnhof.

## Heutiger Zustand
Große Teile der Trasse sind noch heute, mit kleineren Lücken, erkennbar. Auf der Altstrecke zwischen Völklingen und Heidstock verläuft darauf der Schwarze Weg, zwischen Heidstock und Püttlingen ein Wald- und Wirtschaftsweg. Nur das auf Höhe Püttlingens in Ost-West-Richtung verlaufende Endstück bis zum Grubenbahnhof wurde mit einer Umgehungsstraße, der von Püttlingen zum Riegelsberger Ortsteil Hixberg führenden L 269, überbaut. Das ehemalige Bahnhofsgebäude „Püttlingen Grube“ wurde umgebaut und dient heute als privates Wohnhaus.
An die Bahn erinnern in Püttlingen die Straßennamen Am Grubenbahnhof und Eisenbahnstraße.